# アゼルバイジャンの舞踊

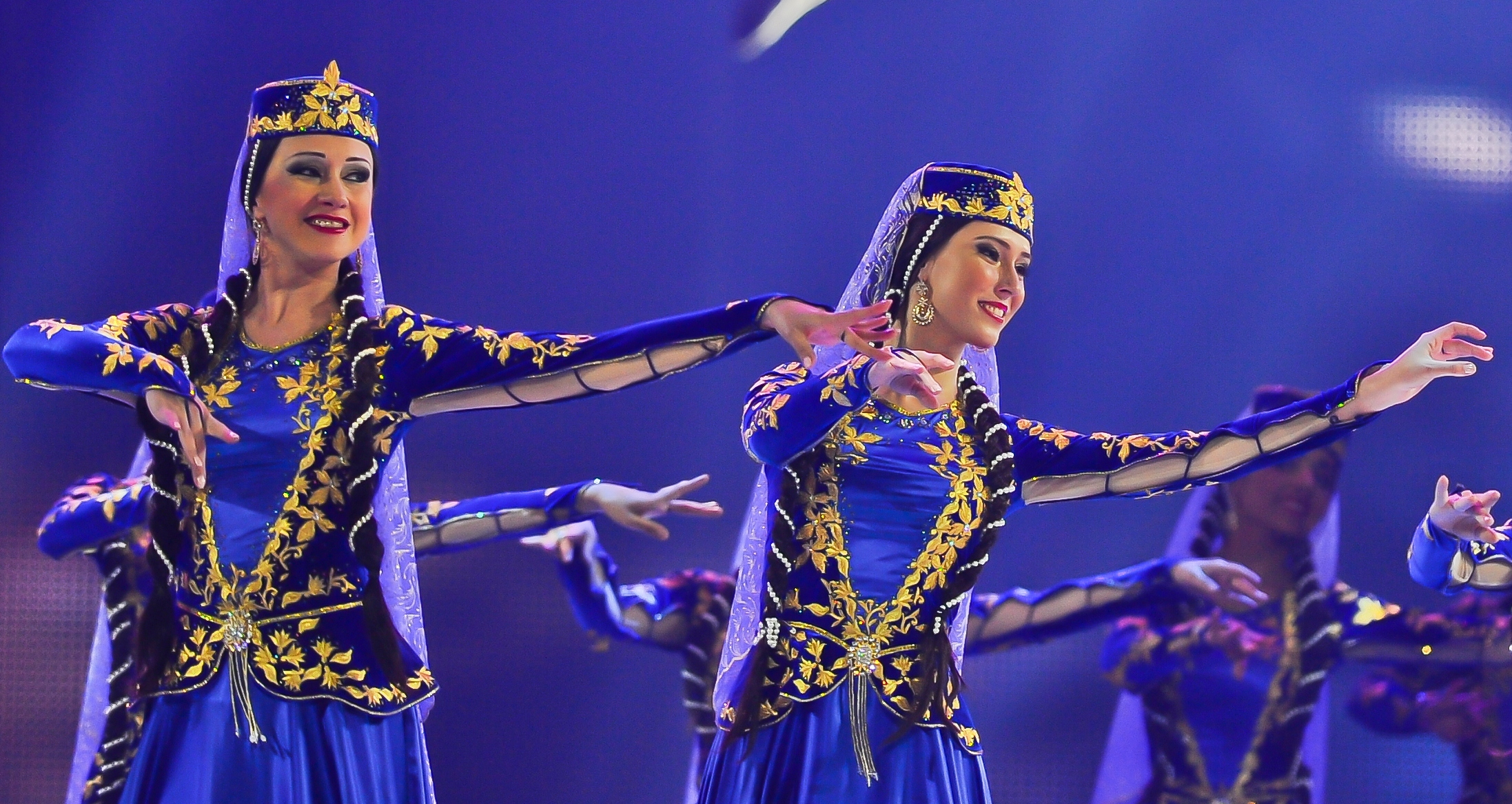
女性の踊り

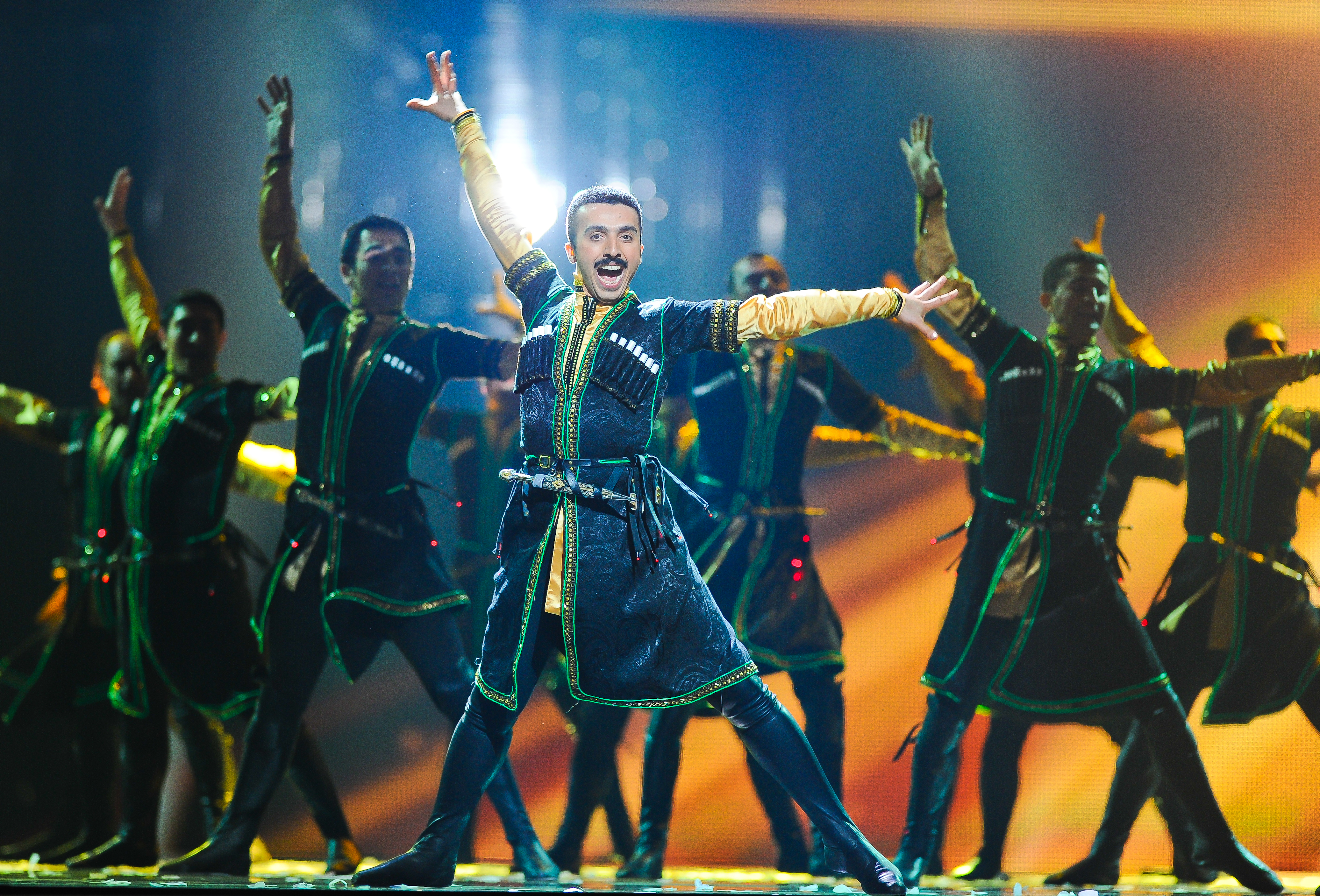
男性の踊り

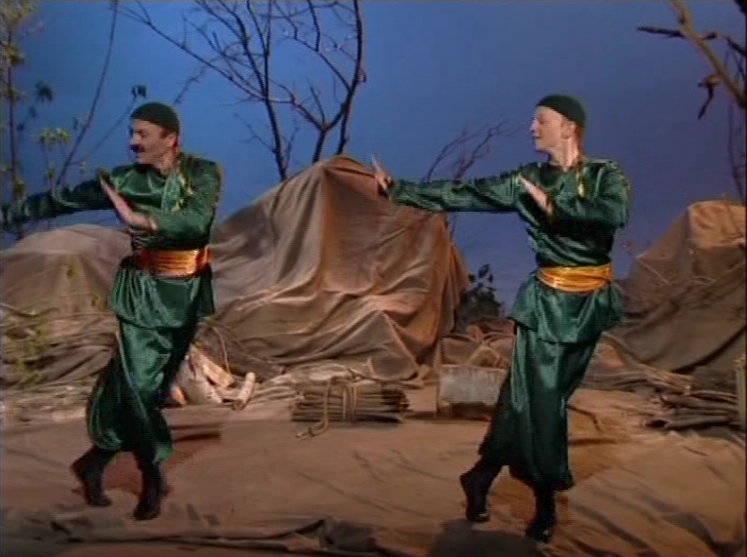
シャラホ

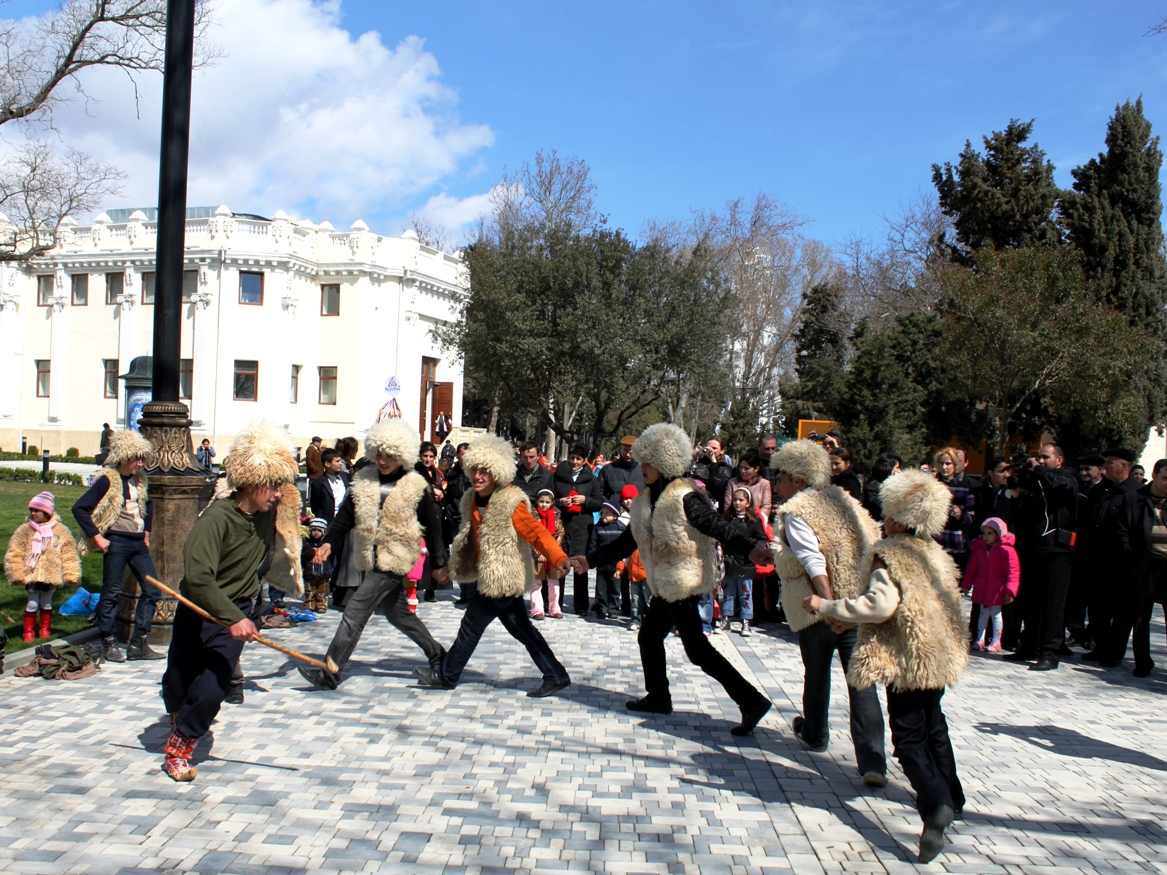
ノウルーズにハンチョバニを踊る

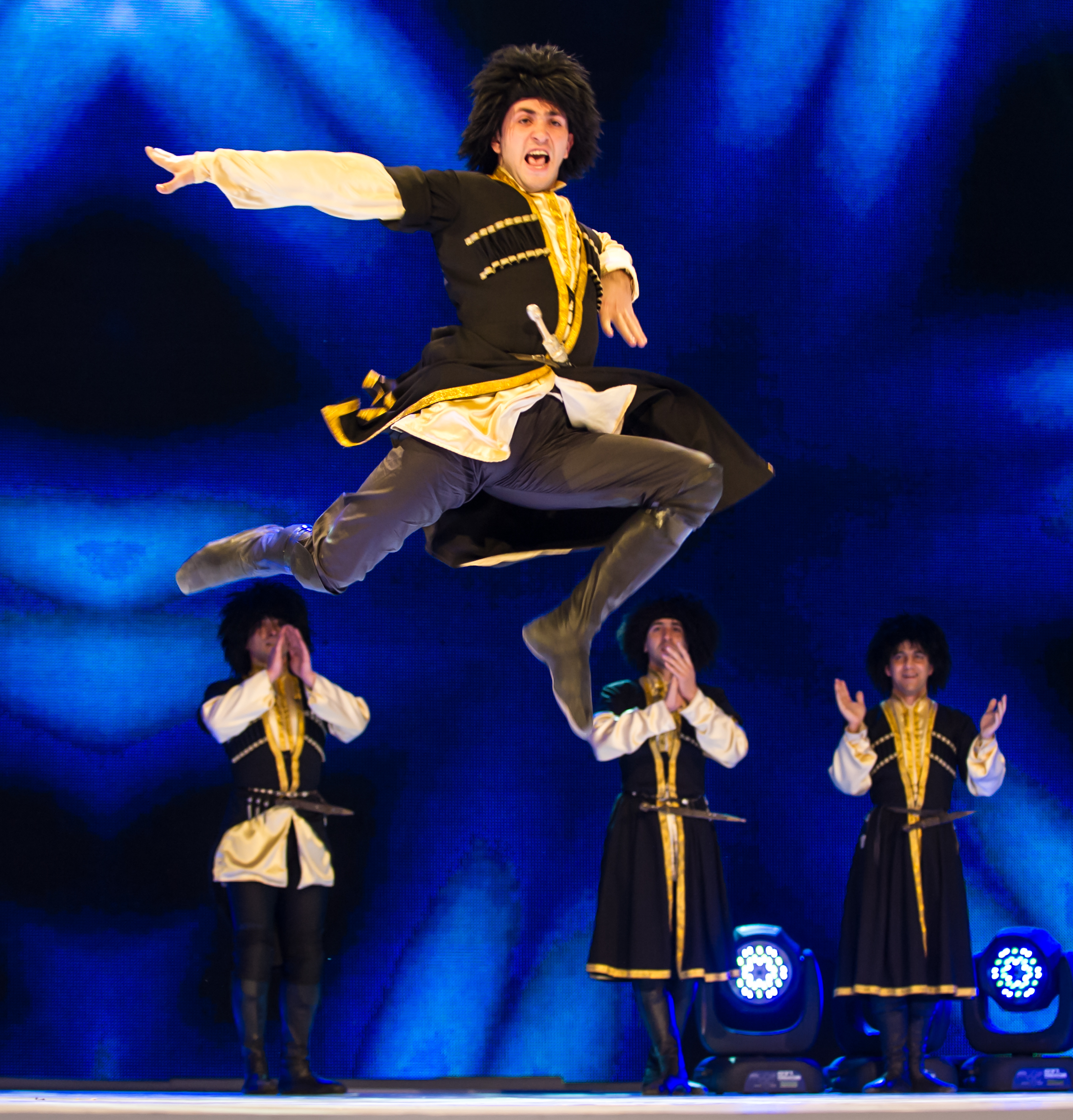
ジャンギ

数多くのアゼルバイジャンの舞踊 (アゼルバイジャン語: Azərbaycan Rəqsləri) は、アゼルバイジャン及びアーザルバーイジャーンのアゼルバイジャン人により踊られている。アゼルバイジャンの国を代表する踊りはその国民の特徴を示している。速いテンポは他地域の踊りとは大きく異なり、国民的な敏捷さを物語っている。また、アゼルバイジャンの国を代表する衣服は、その踊りの場面の中でよく保存されている。

## アゼルバイジャンの踊りの例
- アバイイ（英語版）(アゼルバイジャン語: Abayı) ：シャキ、ザカタラ地域（英語版）に起源を持つアゼルバイジャンの踊り。踊りの主題は中年で、このエリアでは中年を "Abayi" と呼んでいる。この類の踊りは一般的に中年の男女が踊る。この踊りのメロディはシャキの作曲家によって生み出されたものである。少し誇張した滑稽な動作でゆっくり踊るところがある。以前は集団で踊っていたが、後に1人で踊るものとなった[2]。

- アウル・カラダウ(アゼルバイジャン語: Ağır Qaradağı, ラテン文字転写: Agir Karadagi、「重いカラダフ（の踊り）」の意味) ：カラダフ[3]で生まれた踊りのメロディ。シャキ 、ザカタラ地域（英語版）ではとても一般的で、ゆっくりと踊る。

- アルチャ・グル(アゼルバイジャン語: Alça gulu, ラテン文字転写: Alcha Gulu、「梅の花」の意味) ：Kalva（英語版） 村に住む Ali Karimov によって、1910年から1920年の間に シャキ地域で生み出された、アゼルバイジャン人とインド人の踊り。女性のみで踊られ、速いテンポの踊りである[4]。

- アンザリ(アゼルバイジャン語: Ənzəli, ラテン文字転写: Anzali) ：アンザリという言葉は、その踊りに用いるメロディのことで、1880-1890年頃にバクーで生まれた。ゆっくりとした踊りで年配の人にも向いている。アンザリの踊りは伝統的なもので結婚式の最初に踊られる。もともとは年配の人々の踊りであったが今では若者達も踊る。

- アスマ・カスマ（英語版）(アゼルバイジャン語: Asma Kəsmə, ラテン文字転写: Asma Kasma、「吊るし切り」の意) ：アゼルバイジャンの最古の踊りの一つで今日では婚礼の際に踊られる。踊りの名前は曲の名前に由来し、花嫁を花婿の家にエスコートする際に、花嫁の反対側で女性たちがこの曲で踊る。曲はゆっくりで、少し誇張気味に飛び跳ねる[要出典]。

- アスタ・カラバギ(アゼルバイジャン語: Asta Qarabağı, ラテン文字転写: Asta Karabagi、「ゆっくりとしたカラバフの踊り」の意) ：カラバフ（英語版）由来の踊り。踊りの振り付けが決まっており、ゆっくりとしたテンポで踊る。

- アヴァル(アゼルバイジャン語: Avarı, ラテン文字転写: Avari、「アヴァール人の(踊り)」の意) ：アゼルバイジャンに住むアヴァール人由来の踊り。3つの部分から構成されており、最初はゆっくりと始まり、徐々に曲が速くなり、最後にはレスギンカ（英語版）[5]の速いリズムで終わる。

- アイ・バリ・バク（英語版）(アゼルバイジャン語: Ay bəri bax, ラテン文字転写: Ay bari bakh、「私を見て」の意) ：女性によってのみ踊られる、もっとも古い踊りの一つ。

- バノヴシャ(アゼルバイジャン語: Bənövşə, ラテン文字転写: Banovsha、「スミレの花」のペルシャ語に由来する) ：スミレの花が如何に育ち、花を咲かせ、そして枯れていく様を、踊り手が感情を込めて踊る[6]。

- ビリルヤント（英語版）(アゼルバイジャン語: Birilyant, ラテン文字転写: Birilyant、「華やか（ブリリアント）」の意) ：この踊りは2種類ある。一つは、1920-1922年頃にバクーで創作されたもので男性のみが踊る速いテンポの曲である。もう一つは女性のみによって踊られ、その音楽は優雅で美しい旋律で、ゆったりとしたテンポの曲である。

- セイラニ或いはセイラン・バラ(Ceyrani / Ceyran bala, アゼルバイジャン語: ceyran、「ガゼル」の意で、アゼルバイジャンの少女に付けられる名前の一つ) ：古くからある繊細な踊り。「ガゼル」の優雅さを示す踊りで、男女とも踊る。

- チチェクレル(アゼルバイジャン語: Çiçəklər, ラテン文字転写: Chichekler、アゼルバイジャン語で「花」の意）： とても優雅な踊りで、元々は女性によってゆっくりな踊りと速い踊りの2つの異なる形式で踊られている。1910年に生み出された踊りでは、少女たちが集まり花を摘む。如何に花々が美しく見えるものかを観客に示そうとする。花々はアゼルバイジャンの少女たちとその衣装の美しさに関連づけられている。踊りの中で輪や三角形を形作り、洗練された手の動きと回転動作はとても陽気な雰囲気を醸し出す。音楽は少し速く、エネルギッシュである[7]。

- チョバン・レグシ(Choban Regsi, ペルシア語: Choopan、「羊飼いの踊り」の意）：男性のみで演ぜられる踊りで、羊の群れを谷に連れて来る羊飼いの陽気な心意気を象徴しています。衣装は農村部の羊飼いに特有のもので、音楽は少し速く、エネルギッシュである。

- ヘイヴァグル(アゼルバイジャン語: Heyvagülü, ラテン文字転写: Heyvagulu) ：ムガムのシガー（英語版）の旋法に基づいて振り付けられたもの。

- インナブ（英語版）(アゼルバイジャン語: İnnabı, ラテン文字転写: Innabi、「果物の名前」の意) ：少女の踊りで、一人あるいは二人で踊り、女性らしさと優雅さを媚態と共に表現する。

- ガイタギ(アゼルバイジャン語: Qaytağı, ラテン文字転写: Gaitagi) ：アゼルバイジャンの国民的な踊り。速いリズムと、勇気、強さ、気性の表現が特徴的で、非常に速いダイナミックな踊りである。

- ジャンギ(Gangi, ペルシア語: Cəngi、「戦いについて」の意。ペルシア語: جنگ, ラテン文字転写: Dgangに由来する）：戦いの音楽で、全ての人々に統一、友情、不敗を呼びかける[8]。

- ハライ或いはヤリ(アゼルバイジャン語: Yalli)： 踊りによって、総意、統一、団結、を示そうとする、アゼルバイジャンでは非常に古くて、非常に慣習的な踊りである。です。最初は伝統的な「火」に対する伝統的な祭典の形で行われ、「火」は熱、光、温かい食物の源泉と考えられている。この伝統的な祭典では踊り手は「女神」として火を崇拝する。ヤリはゆっくりとした速度で始まり、最後は走るような速いステップで終わる。アゼルバイジャンには多くの種類のヤリがあり、人々の集団によって踊られる。かつては、適切に踊らなかった者は、部族長によって、歌を歌ったり別のダンスを踊る「罰」を受けせられていた。

- ハンチョバニ（英語版）(アゼルバイジャン語: Xançobanı, ラテン文字転写: Khanchobany) ：アゼルバイジャンの国民的な踊り。結婚式（主に村の結婚式）や他の祝祭日、公演などで行われる。速いペースで男性のみが踊り、同期した動きがみられる。

- レズギンカ（英語版）(アゼルバイジャン語: Ləzgi, ラテン文字転写: Lezginka) ：レズギンカ（英語版）は、コーカサス山脈地域の人々であるレズギン人の国民的な踊りである。その踊りから派生して、アゼルバイジャンに独特な踊りを持っている。

- ミルザイ(アゼルバイジャン語: Mirzəyi, ラテン文字転写: Mirzayi) ：伝統的に結婚式のパーティーで演奏され、ハンカチを手にした男性と女性で踊る。

- ナルベキ(アゼルバイジャン語: Nəlbəki, ラテン文字転写: Nalbeki、「皿」の意味) ：女性たちによって踊られ、踊りの間中、皿を使う。

- ウチ・ヌームラ、ドルド・ヌームラ、ベシュ・ヌームラ、アルチ・ヌームラ（英語版）(アゼルバイジャン語: 3 nümrə. 4 nümrə. 5 nümrə. 6 nümrə., ラテン文字転写: Ouch noumra, dourd noumra, besh noumra, alti noumra、「No.3, No.4, No.5, No.6」の意) ：1920年代後半にバクーで作曲されたメロディで踊られている。これらの踊りのうち、特に No.5 と No.6 は今も有名である。No.3 と No.5 はゆっくりとした穏やかなメロディーで女性達によって踊られ、No.4 と No.6 は、少し速いテンポを持ち、男女の両方で踊る。

- シャラホ（英語版）(アゼルバイジャン語: Şələqoy, ラテン文字転写: Shalakho) ：アゼルバイジャンやアルメニア由来の踊りで、コーカサス山脈地域の人々に一般的な踊りである。６/８拍子で、地域によって踊りが変化している。広く普及したものでは、女性の好意を得るべく2人の男性が踊る形をとっている。

- テレケメ（英語版）(アゼルバイジャン語: Tərəkəmə, ラテン文字転写: Terekeme) ：部族の男たちの踊り。踊り手は腕を伸ばし、頭を上げて前に進む。この踊りは自由さと広がりの感覚で満たされており、男女が踊る。

- ツラヂュ(アゼルバイジャン語: Turacı, ラテン文字転写: Turajy) ：その詩と微妙なメロディは際立っている。その踊りは女性のみが踊る。

- ウズンデレ（英語版）(アゼルバイジャン語: Uzundərə) ：伝統的には、路上で新郎新婦が踊る[9]。

- バグザル(アゼルバイジャン語: Vağzalı, ラテン文字転写: Vagzali) ：花嫁が実家から花婿の家に出発した時に演奏され、その出発の様を踊りに反映している[10]。

- ヨウズ・ビル（英語版）：とても人気のある踊りで、演奏に応じて踊る。踊りの速度は少し速く、変わった、扇情的な動作をする。男女ともが踊り、かつては祝いの場で踊られていたが今日ではまれである。

- ズールハーネ(Zorkhana, ペルシア語: Zurkhaneh、「ズールハーネ」の意）：男性の踊りで、勇気と果敢さ、若々しい熱意を象徴している。

## ノウルーズの期間
ノウルーズ(アゼルバイジャン語: Novruz)は最も古くからある大切な新年と春の祝祭日で、3月21日か22日の春分の日の時期に、東はタジキスタン、西はトルコ国内のクルド人の在住地域の辺りまで広く祝われている。ノウルーズは自然再生と豊饒の象徴として、古くから祝われてきた。
アゼルバイジャンのノウルーズは家庭で祝う。その休日の前の夕方には、家族全員がそのために用意したテーブルに集まり、そこには新年を豊かにするために様々な料理を用意する。休日は数日間続き、お祝いのための公の場での踊りや民俗音楽の色々なエンターテイメント、全国的なスポーツ大会で終わる。農村部では農作業を休むこととしている。